# I Inside The Old Year Dying
Albums de PJ Harvey
The Hope Six Demolition Project
(2016)
I Inside the Old Year Dying est le dixième album studio de l'auteure-compositrice-interprète britannique PJ Harvey sorti le 7 juillet 2023. Il s'agit du premier album comportant des nouveaux morceaux publié depuis The Hope Six Demolition Project (2016).
Il s'agit aussi du premier album de Harvey, depuis Dry chez Too Pure en 1992, à sortir dans un label autre que Island Records (Universal Music Group), maison de disque avec qui elle avait signé depuis plus de trente ans. Les paroles des chansons de l'album sont tirées du recueil de poésie Orlam (2023) de la chanteuse. I Inside the Old Year Dying est produit par Flood et John Parish, avec une production supplémentaire réalisé par Rob Kirwan. Le premier single de l'album, A Child's Question, August sort le 26 avril,, suivi par I Inside the Old I Dying en juin 2023 et Seem an I en février 2024.
A sa sortie, I Inside the Old Year Dying est très bien reçu par les critiques et débute en 5e place des charts du Royaume-Uni. Il est nommé dans la catégorie « Meilleur album de musique alternative » à la 66e cérémonie des Grammy Awards.

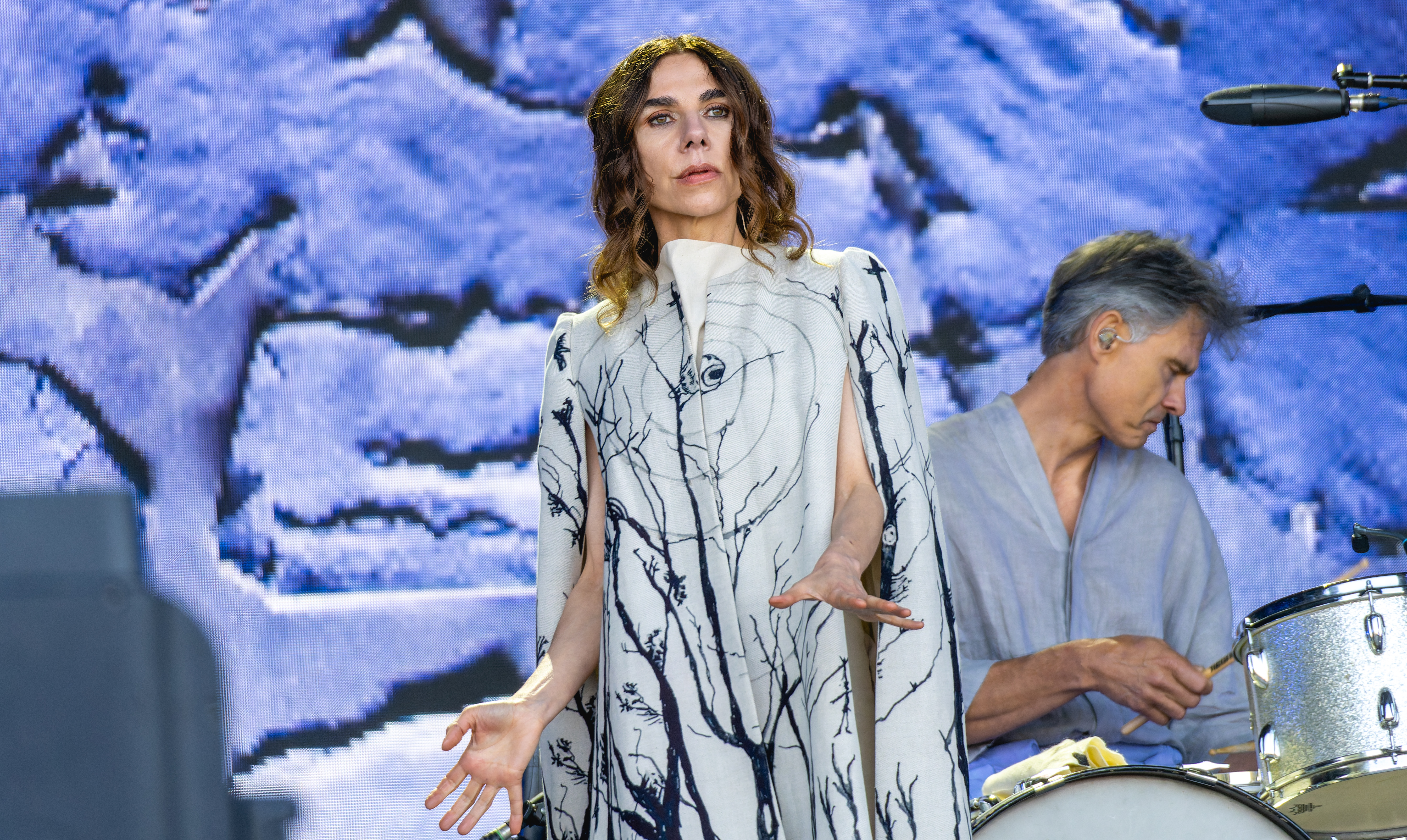
PJ Harvey au Glastonbury Festival en 2024.

## Liste des titres
Toutes les chansons sont écrites et composées par PJ Harvey.
| No  | Titre                       | Durée |
| --- | --------------------------- | ----- |
| 1.  | Prayer at the Gate          | 4:14  |
| 2.  | Autumn Term                 | 3:20  |
| 3.  | Lwonesome Tonight           | 3:48  |
| 4.  | Seem an I                   | 3:06  |
| 5.  | The Nether-edge             | 3:17  |
| 6.  | I Inside the Old Year Dying | 1:52  |
| 7.  | All Souls                   | 4:21  |
| 8.  | A Child's Question, August  | 2:46  |
| 9.  | I Inside the Old I Dying    | 3:08  |
| 10. | August                      | 2:41  |
| 11. | A Child's Question, July    | 3:02  |
| 12. | A Noiseless Noise           | 3:57  |